# Коле Мано (Фрозиноне)
Коле Мано је насеље у Италији у округу Фрозиноне, региону Лацио.
Према процени из 2011. у насељу је живело 8 становника. Насеље се налази на надморској висини од 145 м.